# Lina Pasini Vitale
Lina Pasini-Vitale nata Carolina (Roma, 8 novembre 1872 – Roma, 23 novembre 1959) è stata un soprano italiano.

## Biografia
Sorella di Camilla Pasini, prima interprete del ruolo di Musetta in La bohème di Giacomo Puccini, studiò a Roma prima di debuttare al Teatro Dal Verme di Milano nel ruolo di Cecilia nella Tilda di Cilea. Ottenne i primi successi al Teatro alla Scala di Milano, a Roma, e a Torino cantando Iris e L'amico Fritz di Mascagni. Cantò anche nei ruoli Micaëla in Carmen, Mimì ne La bohème e Gretel. Nel 1897 sposò il direttore d'orchestra Edoardo Vitale. A partire dal 1914 divenne nota per la sua esibizione nelle opere di Richard Wagner, creando Kundry a Buenos Aires per la prima sudamericana di Parsifal nel 1914. Nel 1926 cantò nel ruolo di Brünnhilde a Roma. Nel 1928 interpretò Kundry a Napoli, e in seguito si ritirò dalle scene. Registrò numerosi brani di varie opere durante la sua carriera. Un'altra sorella, Enrica Pasini, ebbe una breve carriera come mezzosoprano. Il figlio di Lina Pasini, Riccardo Vitale, divenne direttore del Teatro dell'Opera di Roma dagli anni '40 agli anni '70. Abbandona le scene nel 1928, interpretando per l'ultima volta il ruolo di Kundry in Parsifal di Richard Wagner al Teatro di San Carlo a Napoli.

## Repertorio

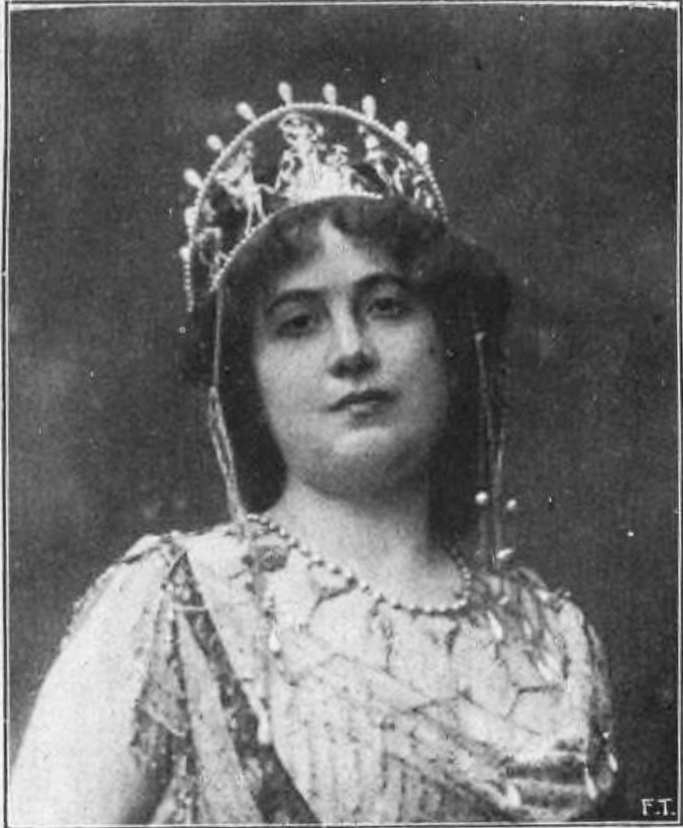
Lina Pasini Vitale interpreta Kundry al Teatro Costanzi nel 1914.

| Ruolo            | Titolo                          | Autore      |
| ---------------- | ------------------------------- | ----------- |
| Margherita       | La dannazione di Faust          | Berlioz     |
| Micaëla          | Carmen                          | Bizet       |
| Margherita       | Mefistofele                     | Boito       |
| Cecilia          | Tilda                           | Cilea       |
| Zuane Cornaro    | Il trillo del diavolo           | Falchi      |
| Ricke            | Germania                        | Franchetti  |
| Gretel           | Hansel e Gretel                 | Humperdinck |
| Nedda            | Pagliacci                       | Leoncavallo |
| Santuzza         | Cavalleria rusticana            | Mascagni    |
| Suzel            | L'amico Fritz                   | Mascagni    |
| Iris             | Iris                            | Mascagni    |
| Parisina d'Este  | Parisina                        | Mascagni    |
| Sephora/Maria    | Mosè                            | Perosi      |
| Manon Lescaut    | Manon Lescaut                   | Puccini     |
| Mimì             | La bohème                       | Puccini     |
| Floria Tosca     | Tosca                           | Puccini     |
| Mignon           | Mignon                          | Thomas      |
| Amelia           | Un ballo in maschera            | Verdi       |
| Desdemona        | Otello                          | Verdi       |
| Elsa di Brabante | Lohengrin                       | Wagner      |
| Siglinda         | La Valchiria                    | Wagner      |
| Eva              | I maestri cantori di Norimberga | Wagner      |
| Kundry           | Parsifal                        | Wagner      |
| Melenis          | Melenis                         | Zandonai    |